# فيكرز فولكان
فيكرز فولكان  (بالإنجليزية: Vickers Vulcan)‏ هي طائرة خطوط جوية أنتجت في 1922 ببريطانيا. من صناعة فيكرز. كانت تستخدم بشكل أساسي من قبل الخطوط الجوية الإمبراطورية. كان أول طيران لها في 1922. دخلت الخدمة في 1 يونيو 1922، انتهت خدمتها في 1928. صنع منها 8 طائرة.